# Anguillai Köztársaság
Az Anguillai Köztársaság 1967 és 1969 között fennállt de facto állam volt a karib-tengeri Anguilla szigetén, amely brit irányítás alatt állt. A köztársaság vezetőinek nem volt tényleges célja az elszakadás, sőt azt akarták elérni, hogy a sziget ne legyen része a függetlenedni készülő Saint Kitts és Nevis szigeteknek. Mivel azonban az angol kormány tétlenkedett, ezért az anguillaiak ehhez a provokatív eszközhöz nyúltak, amellyel sikerült elérniük, hogy brit katonai erők jöjjenek a szigetre, s így lehetővé vált Anguilla leválasztása Saint Kitts és Nevisről.

## Előzmények
Anguillát már 1883 óta Saint Kitts és Nevis szigetekkel közösen kormányozták Saint Christopher-Nevis-Anguilla néven. Ez már akkortájt sem vált az anguillaiak kedvére, sőt úgy érezték, hogy Saint Kitts és Nevis szigeteivel szemben hátrányban vannak.
1967. február 27-én az angolok társult állami státuszt és alkotmányt adtak a szigeteknek, így azok jelentős önkormányzatra tettek szert. Ekkor vált világossá, hogy Saint Kitts és Nevis idővel önálló állammá válik, ami felháborodással és bizonytalansággal töltötte el az anguillai lakosságot. Attól tartottak, hogy az új államban még jelentéktelenebb státusz jut majd nekik és jóval nagyobb mellőzöttséget lesznek kénytelenek elszenvedni.
Május 30-án került sor az ún. anguillai forradalomra, amikor a helyzetük ellen tiltakozó helyiek távozásra bírták a Saint Kitts és Nevisről jött rendőri erőket. Nagyobb összetűzés vagy személyi sérülés nem történt. A szigeten helyi értelmiségiek és jogászok saját kormányt alakítottak, amely kérte Londont, hogy válassza le Saint Kitts és Nevistől Anguillát, hogy az továbbra is a Brit Nemzetközösség része maradhasson. London követséget menesztett a szigetre, de nem akarta teljesíteni az anguillai követelést, a Saint Kitts és Nevistől való különválasztást. Az angolok kompromisszumot javasoltak a szigetek között, de ebbe az anguillaiak nem mentek bele, ezért kiutasították az angol küldöttséget a szigetről.
1967. július 11-én a sziget népszavazást tartott, amelyen elsöprő többséggel (1813 igen, 5 nem) az elszakadáspártiak győztek. Ez persze a Saint Kitts és Nevistől elszakadást jelentette az anguillaiak számára, de formálisan a sziget független állammá alakult. Függetlenségi nyilatkozatát a Harvardon végzett professzor, Roger Fisher alkotta meg, majd egy helyi vezető Walter Hodge kikiáltotta az Anguillai Köztársaságot.
Az új állam vezetői létrehoztak egy államtanácsot, amelynek elnökévé Peter Adamset választották. Amikor kiderült, hogy Adams vissza akarja csatolni Anguillát Saint Kitts és Nevishez Ronald Webster elmozdította a székéből és ő lett Anguilla új vezetője. Londonban a parlament két tagja átmeneti megállapodást dolgozott ki, amelynek értelmében Anguillára küldtek egy brit adminisztrátort, aki egy évig a köztársaság államtanácsával közösen irányítja a szigetet és próbál megoldást találni a problémára. A kinevezett adminisztrátor Anthony Lee 1968. január 8-án érkezett meg a szigetre, de hivatali ideje alatt ő sem tudta megoldani az anguillai-kérdést.

## Második referendum
Mivel a britek haboztak teljesíteni az anguillaiak legfőbb óhaját, ezért a sziget vezetése 1969. február 6-án új népszavazást írt ki, amely hasonló eredményt hozott, mint az előző (1739 igen, 4 nem), így megerősítették az anguillai köztársaság létét és immár teljesen hivatalos deklarációt tettek február 7-i hatállyal. Az állam vezetését továbbra is Webster látta el. Március 11-én új küldöttség érkezett Nagy-Britanniából egy új javaslattal, amely továbbra is a sziget Saint Kitts és Nevishez való tartozását akart megőrizni, ám az anguillaiak ezt a delegációt be se engedték.
Az állam saját zászlót és címert alkotott magának (bár a tényleges elszakadásra Nagy-Britanniától senki sem gondolt). Ezeket a ma is használatos anguillai jelképek részben átörökítették (elsősorban a delfin-szimbólumot). A köztársaság ráadásul saját pénzt, az anguillai dollárt bocsátotta ki.

## Brit katonai válasz
A brit és nemzetközi közvélemény előtt a kormány kezdett nevetségessé válni az anguillai kérdés megoldatlansága okán, mert egy aránylag igen kicsi sziget státusza kapcsán nem tudtak dűlőre jutni. Bár a felek tudták, hogy szó sincs komoly viszályról, de az angolok egy katonai expedíció mellett döntöttek. A szigetre két katonai egységet és egy 22 fős rendőri osztagot küldtek a londoni rendőrség állományából. A szigetre ellenállás nélkül léptek az angol katonák, akiket a helyiek barátságosan fogadtak, sőt meg is vendégelték őket. Webster azonban elmenekült Anguilláról, végül az az Egyesült Nemzetek Szervezete Közgyűléséhez fordult azzal érvelve, hogy a szigetnek joga van az önrendelkezéshez.
Lee javaslatát a megegyezésre elutasították, helyette Webster és Lord Hugh Mackintosh Foot, a gyarmati ügyekért felelős brit adminisztrátor egy hét pontból álló nyilatkozatot szerkesztett, amellyel Anguilla formálisan levált Saint Kitts és Nevisről és külön kormányozták. 1976. február 10-én a sziget megkapta a kívánt autonómiát, de Anguilla hivatalosan csak három évvel Saint Kitts és Nevis függetlenné válása előtt, 1980. december 19-én vált önálló brit közigazgatási területté és 1983-tól már a Brit tengerentúli területek tagjának számít.

## Külső hivatkozások
- Die abtrünnige Republik Anguilla